# 森林英亩 (南卡罗来纳州)
森林英亩（英文：Forest Acre），是美国南卡罗来纳州里奇兰县下属的一座城市。城市类型是“City”。其面积大约为4.97平方英里（18.63平方公里）。根据2020年美国人口普查，该市有人口10,606人，人口密度约为每平方 英里567.34人（约合每平方公里43.82人）。该城市南、西南和东南方和州首府哥伦比亚市相邻，是哥伦比亚市都会区的一部分。